# Gran jurado
Un gran jurado es un grupo de ciudadanos facultados por ley para llevar a cabo procedimientos judiciales, investigar posibles conductas delictivas y determinar si deben presentarse cargos penales. Un gran jurado puede citar pruebas físicas o a una persona para que testifique. Un gran jurado es independiente de los tribunales, que no presiden su funcionamiento.
Originados en Inglaterra durante la Edad Media, los grandes jurados sólo se mantienen en dos países, Estados Unidos y Liberia. Otras jurisdicciones de derecho anglosajón los empleaban antiguamente, y la mayoría de las demás emplean ahora un procedimiento diferente, denominado audiencia preliminar, que no implica un jurado. Los grandes jurados desempeñan funciones tanto acusatorias como de investigación. Las funciones de investigación de los grandes jurados incluyen la obtención y revisión de documentos y otras pruebas, y la audición de los testimonios jurados de los testigos que comparecen ante él; la función acusatoria determina si existe causa probable para creer que una o más personas cometieron un delito concreto dentro de la jurisdicción de un tribunal de distrito.

En Irlanda, durante un periodo, también funcionaron como autoridades de gobierno local:
"Fijaban los sueldos de los funcionarios públicos; regulaban las prisiones y los correccionales; recaudaban fondos para el mantenimiento de hospitales; construían y reparaban carreteras y puentes, y rendían cuentas de los gastos ocasionados por estos asuntos... Determinaban qué obras públicas debían emprenderse, qué precio debía pagarse por ellas y quiénes eran las personas que debían emprenderlas y responsabilizarse de su finalización. Establecieron la cuantía de los impuestos locales del condado y, bajo su dirección, se recaudaron de los ocupantes reales de la tierra".
En Japón, la Ley de 12 de julio de 1948 creó la Kensatsu Shinsakai (Comisión de Revisión Fiscal o sistema CRF), inspirada en el sistema estadounidense.
El gran jurado (de la palabra francesa grand que significa "grande") se llama así porque tradicionalmente tiene más miembros que un jurado de primera instancia, a veces llamado petit jury (de la palabra francesa petit que significa "pequeño"). Un gran jurado en Estados Unidos suele estar compuesto por entre 16 y 23 ciudadanos, aunque en Virginia tiene menos miembros para los grandes jurados ordinarios o especiales.

## Propósito
La función de un gran jurado es acusar a las personas que puedan ser culpables de un delito, pero la institución es también un escudo contra el enjuiciamiento infundado y opresivo. Es un medio para que los ciudadanos legos, representativos de la comunidad, participen en la administración de justicia. También puede presentar denuncias sobre delitos y mala administración en su zona. Tradicionalmente, un gran jurado está compuesto por 23 miembros.
El modo de acusación es mediante una declaración escrita de dos tipos:
1. en forma solemne (acusación) describiendo el delito con los debidos acompañamientos de tiempo y circunstancias, y certeza de acto y persona, o bien
2. por un modo menos formal, que suele ser el acto espontáneo del gran jurado, llamado presentment (exposición informal).[8]

No puede formularse ninguna acusación o exposición sin la conformidad de al menos doce de los miembros del jurado. El gran jurado puede acusar por su propio conocimiento, pero generalmente lo hace sobre la base del testimonio de testigos bajo juramento y otras pruebas oídas ante ellos. Los procedimientos del gran jurado son, en primera instancia, a instigación del gobierno o de otros fiscales, y ex parte y en deliberación secreta. El acusado no tiene conocimiento ni derecho a interferir en sus procedimientos.
Si encuentran cierta la acusación, que suele ser redactada en forma por el fiscal o un funcionario del tribunal, escriben en el acta de acusación las palabras "a true bill" (una acusación formal), que es firmada por el presidente del gran jurado y presentada al tribunal públicamente en presencia de todos los miembros del jurado. Si la acusación no se prueba a satisfacción del gran jurado, éste o su presidente escriben en ella la palabra ignoramus (ignoramos) o "not a true bill" y se dice que se ignora, y la acusación se desestima por infundada; se dice que el posible acusado ha sido "not-billed" (absuelto) por el gran jurado. Si el gran jurado devuelve un acta de acusación como verdadera (billa vera), se dice que la acusación es fundada y que la parte acusada está obligada a someterse a juicio.

## Orígenes
El primer caso de gran jurado se remonta a la Assize de Clarendon de 1166, una ley de Enrique II de Inglaterra. El principal impacto de Enrique en el desarrollo de la monarquía inglesa fue aumentar la jurisdicción de los tribunales reales a expensas de los tribunales feudales. Una vez al año se enviaban jueces itinerantes en circuitos regulares para hacer cumplir la "Paz del Rey". Para hacer más eficaz este sistema de justicia penal real, Enrique empleó el método de investigación utilizado por Guillermo el Conquistador en el Libro de Domesday. En cada condado, un cuerpo de hombres importantes juraba (juré) informar al sheriff de todos los delitos cometidos desde la última sesión del tribunal de circuito. Así se originó el más reciente gran jurado que presenta información para una acusación. El gran jurado fue reconocido posteriormente por el rey Juan en la Carta Magna de 1215 a petición de la nobleza.
Se puede decir que el gran jurado ha "celebrado" su cumpleaños número 800 en 2015, porque un precursor del gran jurado se define en el artículo 61, el más largo de los 63 artículos de la Carta Magna, también llamada Magna Carta Libertatum (latín: "la Gran Carta de Libertades") ejecutada el 15 de junio de 1215 por el rey Juan y por los barones. El documento fue redactado principalmente por el arzobispo de Canterbury, Stephen Langton (1150-1228). Él y el cardenal Hugo de Sancto Caro desarrollaron esquemas para la división de la Biblia en capítulos y es el sistema del arzobispo Langton el que prevaleció. Era un erudito bíblico, y el concepto del gran jurado posiblemente derive de Deuteronomio 25:1: "Si hubiere controversia entre hombres, y vinieren a juicio, para que los jueces los juzguen; entonces justificarán al justo y condenarán al impío." (Versión King James) Así, el gran jurado ha sido descrito como el "Escudo y la Espada" del Pueblo: como un "Escudo para el Pueblo" contra acusaciones abusivas del gobierno - o acusaciones maliciosas de individuos - y como la "Espada del Pueblo" para cortar el crimen de cualquier individuo privado; o para cortar el crimen de cualquier servidor público, ya sea en la rama judicial, ejecutiva o legislativa.

## Casos notables
El 2 de julio de 1681, un popular estadista, Anthony Ashley Cooper, 1.er conde de Shaftesbury, fue detenido bajo sospecha de alta traición e internado en la Torre de Londres. Inmediatamente solicitó a Old Bailey un recurso de habeas corpus, pero este le dijo que no tenía jurisdicción sobre los prisioneros de la Torre de Londres, por lo que Cooper tuvo que esperar a la siguiente sesión del King's Bench (Tribunal del Rey). Cooper solicitó un habeas corpus el 24 de octubre de 1681, y su caso llegó finalmente ante un gran jurado el 24 de noviembre de 1681.
El caso del gobierno contra Cooper era especialmente débil: el gobierno admitió que la mayoría de los testigos contra Cooper ya habían cometido perjurio, que las pruebas documentales no eran concluyentes y que el jurado había sido elegido a dedo por el sheriff Whig de Londres. Por estas razones, el gobierno tenía pocas posibilidades de lograr una condena y, el 13 de febrero de 1682, el caso se archivó cuando el gran jurado emitió un ignoramus (una declaración de pruebas deficientes), en lugar de cumplir con la intención del rey de un true bill (una acusación del gran jurado).
La función teórica del gran jurado contra el abuso del poder ejecutivo se puso de manifiesto durante el escándalo Watergate. En el caso Estados Unidos contra Nixon, el Tribunal Supremo de EE. UU. falló por ocho a cero el 23 de julio de 1974 (el juez William Rehnquist, que había sido nombrado por Nixon, se recusó del caso) que el privilegio ejecutivo sólo se aplicaba a los poderes legislativo y judicial -y no a las citaciones del gran jurado-, lo que implicaba que un gran jurado constituía protecciones equivalentes a un "cuarto poder del gobierno". El segundo gran jurado del Watergate acusó a siete abogados de la Casa Blanca, incluido el ex fiscal general John Mitchell, y nombró al presidente Nixon "co-conspirador secreto, no acusado". A pesar de eludir la acusación dimitiendo de su cargo, Nixon tuvo que declarar ante un gran jurado.
Del mismo modo, en 1998, el presidente Clinton se convirtió en el primer presidente en ejercicio obligado a declarar ante un gran jurado como objeto de una investigación de la Oficina del Asesor Jurídico Especial. El testimonio se produjo tras una investigación de cuatro años sobre la presunta implicación de Clinton y su esposa Hillary en varios escándalos, entre ellos Whitewater y el bufete Rose. Las revelaciones de la investigación desencadenaron una batalla en el Congreso sobre la conveniencia o no de procesar a Clinton.

## Por jurisdicción

### Inglaterra y Gales
El sheriff de cada condado tenía la obligación de enviar a cada audiencia trimestral y assizes (o más precisamente a la comisión de oyer and terminer y de entrega de la cárcel), 24 hombres del condado "para investigar, presentar, hacer y ejecutar todas aquellas cosas que, por parte de nuestro Señor el Rey (o de nuestra Señora la Reina), les fueran ordenadas". Los grandes jurados en las assizes o en las audiencias trimestrales del borough no tenían requisitos de propiedad; pero, en las audiencias trimestrales del condado, tenían los mismos requisitos de propiedad que los pequeños jurados. Sin embargo, en los assizes, el gran jurado estaba compuesto generalmente por caballeros de alto rango en el condado.
Una vez abierto el tribunal por el pregonero, se llamaron los nombres de los convocados al gran jurado y prestan juramento. El número era de 14 como mínimo y 23 como máximo. La persona que preside (el juez en los assizes, el presidente en las sesiones del condado, el registrador en las sesiones del municipio) da la acusación al gran jurado, es decir, dirige su atención a los puntos de los diversos casos que van a ser considerados y que requieren explicación.
Una vez pronunciada la acusación, el gran jurado se retira a su propia sala, tras haber recibido las actas de acusación. Los testigos cuyos nombres figuraban en cada acta prestan juramento a medida que van siendo interrogados, en la sala del gran jurado. El juramento es prestado por el presidente del jurado, quien escribe sus iniciales junto al nombre del testigo en el reverso del acta. Sólo se interroga a los testigos de la acusación, ya que la función del gran jurado se limitaba a averiguar si había motivos suficientes para juzgar a los acusados. Si la mayoría de ellos (al menos 12) consideraba que las pruebas así presentadas constituían un caso suficiente, se estampaba en el reverso del acta la mención "true bill" (acusación formal). Si su opinión era contraria, en su lugar se añadía la frase "not a true bill" (acusación desestimada por infundada), o la palabra latina ignoramus ("no sabemos" o "ignoramos"), y se decía que la acusación era "ignorada" o desestimada. Podían declarar cierta una acusación en un cargo, e ignorarla en otro; o en cuanto a un acusado y no en cuanto a otro; pero no podían, como un jurado de menor cuantía, emitir un veredicto especial o condicional, o seleccionar parte de un cargo como verdadero y rechazar la otra parte. Cuando se "encontraban" algunas acusaciones, algunos de los miembros del jurado salían y entregaban las acusaciones al secretario de acusación (en los juicios) o al secretario de paz, quien anunciaba al tribunal el nombre del prisionero, el cargo y las anotaciones del gran jurado. A continuación, se retiraban y examinaban otras acusaciones hasta que todos quedaban resueltos, tras lo cual el juez, el presidente o el secretario del tribunal les daban de baja.
Si se desestimaba una acusación, aunque no podía remitirse de nuevo al gran jurado durante las mismas asambleas o audiencias, podía presentarse en asambleas o audiencias posteriores, pero no con respecto al mismo delito si un jurado de menor cuantía había emitido un veredicto.
Normalmente, los autos de procesamiento se presentaban después de un interrogatorio ante los magistrados. Pero esto no tiene por qué ocurrir siempre. Con algunas excepciones, cualquier persona podía presentar una acusación contra otra ante el gran jurado sin ninguna investigación previa sobre la veracidad de la acusación ante un magistrado. Este derecho fue universal en una época y a menudo se abusaba de él. La Ley de Acusaciones Falsas de 1859 (Vexatious Indictments Act 1859) puso coto a este abuso, estableciendo que, para determinados delitos (perjurio, difamación, etc.), la persona que presentara la acusación debía estar obligada por una fianza a procesar o testificar contra el acusado o, alternativamente, contar con autorización judicial (según se especifica) para hacerlo.
Si se encontraba una acusación en ausencia del acusado, y éste no estaba bajo custodia ni había sido obligado a comparecer en assizes o audiencias, entonces se emitía un proceso para llevar a esa persona ante el tribunal, ya que es contrario a la ley inglesa "juzgar" una acusación en ausencia del acusado.
Las funciones del gran jurado se hicieron gradualmente redundantes con el desarrollo de los procedimientos de internamiento en los tribunales de magistrados a partir de 1848, cuando las (tres) Leyes Jervis, como la Ley de Protección de los Jueces de 1848, codificaron y ampliaron en gran medida las funciones de los magistrados en los procedimientos previos al juicio; estos procedimientos se convirtieron casi en una repetición del propio juicio. En 1933 el gran jurado dejó de funcionar en Inglaterra, en virtud de la Ley de Administración de Justicia (Disposiciones Varias) de 1933 y fue abolido por completo en 1948, cuando una cláusula de 1933 que salvaba a los grandes jurados de los delitos relacionados con funcionarios en el extranjero fue derogada por la Ley de Justicia Penal de 1948.

### Escocia
El gran jurado se introdujo en Escocia, únicamente para los casos de alta traición, un año después de la unión con Inglaterra, mediante la Ley de traición de 1708, una ley del Parlamento de Gran Bretaña. La sección III de la ley obligaba a los tribunales escoceses a juzgar los casos de traición y encubrimiento de traición según las normas inglesas de procedimiento y prueba. Esta norma fue derogada en 1945.
El 10 de octubre de 1748 se reunió en Edimburgo el primer gran jurado escocés en virtud de esta ley para tomar conocimiento de los cargos contra los rebeldes que no se habían rendido, tras el levantamiento jacobita de 1745.
Un relato de su primera utilización en Escocia ilustra las características de la institución. Constaba de 23 hombres buenos y legales, elegidos entre 48 que fueron convocados: 24 del condado de Edimburgo (Midlothian), 12 de Haddington (East Lothian) y 12 de Linlithgow (West Lothian). El tribunal estaba compuesto por tres jueces del Tribunal Superior de Justicia (el más alto tribunal penal de Escocia), de los cuales Tinwald (Secretario de Justicia) fue elegido preses (miembro que preside). Se ejecutaron citaciones bajo el sello del tribunal y firmadas por el secretario a un gran número de personas en diferentes condados, exigiéndoles comparecer como testigos bajo pena de 100 libras cada uno. Los presidentes nombraron a Sir John Inglis de Cramond como presidente del Gran Jurado, que prestó juramento en primer lugar a la manera inglesa, besando el libro; los demás le siguieron de tres en tres; después de lo cual Lord Tinwald, dirigiéndose a los miembros del jurado, les informó de que la facultad que poseía el Lord Advocate (abogado de Su Majestad) antes de la unión, de procesar a cualquier persona por alta traición, que pareciera culpable por una precognición tomada de los hechos, ya no existía, por lo que se les otorgaba la facultad a ellos, un gran jurado, 12 de los cuales debían concurrir antes de que se pudiera presentar una acusación formal. A continuación, se presentó una acusación ante el tribunal y se llamó a declarar y jurar a los testigos refrendados en la misma, tras lo cual el jurado se retiró a la cámara del tesoro y los testigos fueron conducidos a una sala cercana, donde fueron llamados para ser interrogados por separado. Dos abogados de la corona estuvieron presentes en el interrogatorio, pero nadie más; y después de que hubieron terminado y se recogió el sentido del jurado, la acusación fue devuelta como "true bill", si se encontraban probados los cargos, o "ignoramus" si eran dudosos. El proceso continuó durante una semana, en la que, de 55 acusaciones, 42 fueron admitidas y 13 desestimadas.
Otras leyes del Parlamento del siglo XIX relativas a la traición no especificaron este procedimiento especial y el Gran Jurado dejó de utilizarse.

### Irlanda
En Irlanda, los grandes jurados estuvieron activos desde la Edad Media, durante el Señorío de Irlanda, en partes de la isla bajo el control del gobierno inglés (The Pale), al que siguió el Reino de Irlanda. Funcionaban principalmente como autoridades de gobierno local a nivel de condado. El sistema se denominaba así porque los miembros del gran jurado tenían que presentar sus propuestas de obras públicas y presupuestos ante los tribunales para que un juez los sancionara oficialmente. Los miembros del gran jurado solían ser los mayores pagadores locales de impuestos y, por tanto, tendían a ser los mayores terratenientes, y al jubilarse seleccionaban a nuevos miembros de la misma procedencia.
Al margen de su función de obras públicas, como propietarios también estaban cualificados para formar parte de audiencias penales que entablaban juicio por jurado, además de tener una función judicial previa al juicio para los casos penales graves. Muchos de ellos también actuaban como magistrados juzgando los casos menos graves.

Suelen ser "señores del campo" adinerados (es decir, terratenientes, landed grentry, agricultores y comerciantes):
Un caballero del campo, como miembro de un Gran Jurado... recaudaba los impuestos locales, nombraba a los sobrinos de sus viejos amigos para que los cobraran y los gastaba cuando se reunían. Controlaba las juntas de guardianes y nombraba a los médicos de los dispensarios, regulaba la dieta de los indigentes, imponía multas y administraba la ley en las sesiones menores.
De 1691 a 1793, los disidentes y los católicos quedaron excluidos. La concentración de poder y riqueza en unas pocas familias causó resentimiento con el paso del tiempo. Todo el sistema de gobierno local empezó a ser más representativo a partir de la aprobación de la Ley de Corporaciones Municipales (Irlanda) de 1840. La creciente divergencia de opiniones puede apreciarse en el debate de la Cámara de los Comunes del 8 de marzo de 1861, dirigido por Isaac Butt. Los grandes jurados fueron finalmente sustituidos por Consejos de Condado elegidos democráticamente por la Ley de Gobierno Local (Irlanda) de 1898, en lo que respecta a sus funciones administrativas.
Tras la formación del Estado Libre Irlandés en 1922, los grandes jurados no fueron necesarios, pero persistieron en Irlanda del Norte hasta su abolición por la Ley del Gran Jurado (Abolición) del Parlamento de Irlanda del Norte en 1969.

### Estados Unidos
La Quinta Enmienda de la Constitución de los Estados Unidos dice: "Nadie podrá ser condenado a responder de un crimen capital o de otro crimen infamante, a menos que sea acusado por un gran jurado...".

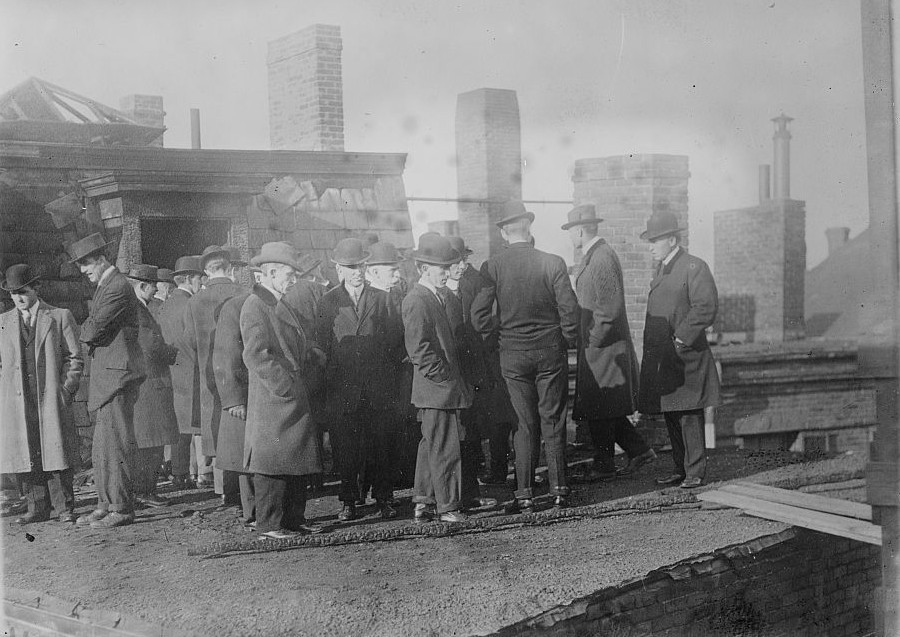
Un gran jurado investiga el incendio del Hotel Arcadia de Boston, Massachusetts, en 1913.

En las primeras décadas de Estados Unidos, los grandes jurados desempeñaban un papel fundamental en los asuntos públicos. Durante ese periodo, los condados seguían la práctica tradicional de exigir que todas las decisiones fueran tomadas por al menos 12 de los miembros del gran jurado, (por ejemplo, para un gran jurado de 23 personas, 12 personas constituirían una mayoría mínima). Cualquier ciudadano podía plantear directamente un asunto ante un gran jurado, desde una obra pública que necesitaba reparación hasta la conducta delictiva de un funcionario público, pasando por la denuncia de un delito, y los grandes jurados podían llevar a cabo sus propias investigaciones.
En aquella época, la mayoría de los procesos penales eran llevados a cabo por particulares, ya fuera un agente de la ley, un abogado contratado por la víctima de un delito o su familia, o incluso por legos. Un lego podía presentar un escrito de acusación ante el gran jurado; si éste consideraba que había pruebas suficientes para un juicio, que el hecho era constitutivo de delito según la ley y que el tribunal tenía jurisdicción, devolvía el escrito de acusación al denunciante. El gran jurado designaría entonces a la parte denunciante para que ejerciera esencialmente la misma autoridad que tiene un fiscal general del Estado, es decir, un poder general para representar al Estado en el caso.
El gran jurado servía para descartar las acusaciones incompetentes o malintencionadas. La llegada de los fiscales oficiales en las últimas décadas del siglo XIX desplazó en gran medida a las acusaciones privadas.
Aunque en la actualidad todos los estados cuentan con disposiciones relativas a los grandes jurados, en la actualidad aproximadamente la mitad de los estados los emplean y 22 exigen su uso, en mayor o menor medida. La constitución de Pensilvania exigía, entre 1874 y 1968, que un gran jurado acusara de todos los delitos graves. Seis estados (Oklahoma, Nebraska, Nuevo México, Dakota del Norte, Nevada y Kansas) permiten a los ciudadanos hacer circular una petición para constituir un gran jurado.
Un gran jurado federal estadounidense tiene entre 16 y 23 miembros, y se necesitan doce votos para formular una acusación. Todos los procedimientos del gran jurado se celebran a puerta cerrada, sin un juez que los presida. Los fiscales se encargan de organizar la comparecencia de los testigos, así como de redactar el orden en que son llamados, y participan en el interrogatorio de los testigos. Los objetivos del gran jurado o sus abogados no tienen derecho a comparecer ante un gran jurado a menos que sean invitados, ni a presentar evidencia exculpatoria. Posiblemente por ello, en la profesión jurídica existe el chiste de que un gran jurado podría "acusar a un sándwich de jamón" si el fiscal se lo pidiera. Algunas fuentes afirman que el chiste tiene su origen en una cita de Sol Wachtler de 1985, pero se encuentra en un artículo de periódico de 1979, atribuido a un "abogado defensor de Rochester" anónimo.

### Canadá
Los grandes jurados fueron antaño comunes en todo Canadá. La institución del gobierno civil británico en 1749 en Nueva Escocia trajo consigo el sistema judicial propio de esa forma, y el gran jurado era inherente a ella. Una forma similar derivó en Quebec de la promesa de la Proclamación Real de 1763 de que se instituiría una copia fiel de las Leyes de Inglaterra en las posesiones norteamericanas de la Corona. Se encuentran registros de archivo que documentan la presentación de un gran jurado en Quebec ya el 16 de octubre de 1764. Una de las principales quejas estaba relacionada con el juicio con jurado y el uso del lenguaje. El deseo de una ley inglesa fue uno de los motores de la división en 1791 de Quebec, como se conocía entonces, en el río Ottawa, en Alto Canadá y Bajo Canadá, ya que cada uno de los dos grupos (franceses e ingleses) deseaba mantener sus tradiciones. De hecho, la segunda ley aprobada en el Alto Canadá se refiere al juicio con jurado (petit). Esto se continuó de manera que el capítulo 31 de los Estatutos consolidados del Alto Canadá de 1859 especifica la constitución de Grand y Petit Juries en la provincia (ahora conocida como Ontario). La colonia de la isla de Saint John, cedida por Francia en 1763, y separada el 30 de mayo de 1769 de Nueva Escocia, se convirtió en la isla del Príncipe Eduardo el 29 de noviembre de 1798.La Isla del Príncipe Eduardo derivó su gran jurado de su matriz administrativa entre 1763 y 1769, Nueva Escocia, al igual que el condado de Sunbury cuando se escindió en 1784 para convertirse en la Colonia de Nuevo Brunswick. La Colonia de la Columbia Británica, cuando se formó el 2 de agosto de 1858, instituyó un gran jurado, junto con la Colonia de las Islas de la Reina Carlota (1853-1863) y la Colonia de la Isla de Vancouver (1848-1866) cuando estas últimas fueron absorbidas por la primera.
Todavía se pueden ver los antiguos juzgados con las dos cajas de jurado necesarias para acomodar a los 24 miembros de un gran jurado. El gran jurado evaluaba los cargos y devolvía lo que se llamaba una "acusación formal (de acusación)" si los cargos iban a proceder o un veredicto de nolle prosequi en caso contrario. La práctica desapareció gradualmente en Canadá en el transcurso del siglo XX, después de haber sido objeto de amplios debates a finales del siglo XIX. Finalmente fue abolida en 1984, cuando los tribunales de Nueva Escocia pusieron fin formalmente a la práctica. La Isla del Príncipe Eduardo mantuvo un gran jurado en fecha tan reciente como 1871.

### Australia
El gran jurado existió en Nueva Gales del Sur durante un breve período en la década de 1820. La Ley de Nueva Gales del Sur de 1823 (Reino Unido) permitió el establecimiento de audiencias trimestrales, como estructura judicial subsidiaria inferior a la del Tribunal Supremo. Francis Forbes, Presidente del Tribunal Supremo, razonó que esto implicaba la creación de audiencias trimestrales tal y como existían en Inglaterra. Así, inadvertidamente, se introdujeron el juicio por jurado y la acusación por gran jurado, pero sólo para estos tribunales subsidiarios. Los grandes jurados se reunieron en Sídney, Parramatta, Windsor y otros lugares. Este método democrático de juicio resultó muy popular, pero fue resentido por los conservadores. Finalmente, los elementos conservadores de la colonia consiguieron que estas innovaciones fueran suprimidas por la Ley de Tribunales Australianos de 1828. George Forbes, miembro del Consejo Legislativo, propuso sin éxito la reintroducción de los grandes jurados en 1858, pero el fiscal general y el presidente del Tribunal Supremo se opusieron.
En Australia Meridional y Australia Occidental, los grandes jurados existieron durante períodos más largos. En Australia Meridional, el primer gran jurado se reunió el 13 de mayo de 1837, pero fue abolido en 1852. En Australia Occidental, por la Ley de Enmienda de la Ley de Abolición del Gran Jurado de 1883 (WA), se abolieron los grandes jurados (sección 4: No se convocará un Gran Jurado para el Tribunal Supremo de Australia Occidental, ni para ninguna Audiencia Trimestral General de dicha Colonia). Esta Ley de abolición de 1883 fue a su vez abolida por la Ley de Procedimiento Penal y Apelaciones (Disposiciones Consecuenciales y Otras) de 2004 (sección 5: Se deroga la Ley de Enmienda de la Ley de Abolición del Gran Jurado de 1883).
El estado australiano de Victoria mantuvo, hasta 2009, las disposiciones relativas a un gran jurado en la Ley Penal de 1958, en virtud del artículo 354 sobre acusaciones, que había sido utilizado en raras ocasiones por particulares para llevar a otras personas ante los tribunales con el fin de que fueran procesadas por delitos encausables. Los grandes jurados fueron introducidos por la Ley de la Judicatura de 1874 y se han utilizado en un número muy limitado de ocasiones. Su función en Victoria se refiere sobre todo a presuntos delitos cometidos por personas jurídicas o cuando los magistrados han suspendido la acusación.

### Nueva Zelanda
Nueva Zelanda abolió el gran jurado en 1961.

### Colonia del Cabo
El juicio por jurado fue introducido en la Colonia del Cabo por Richard Bourke, Vicegobernador y Gobernador en funciones de la colonia entre 1826 y 1828. El Gobernador en funciones, que más tarde influyó en el establecimiento del juicio por jurado en Nueva Gales del Sur, obtuvo el consentimiento del Secretario de Estado para las Colonias en agosto de 1827 y la primera Carta de Justicia se expidió el 24 de agosto de 1827.
El juicio por jurado se puso en práctica en 1828 y la Ordenanza 84 de 1831 establecía que los casos penales serían juzgados por un panel de nueve personas, seleccionadas entre varones de entre 21 y 60 años, que poseyeran o alquilaran propiedades por un valor de 1,17 libras (37 chelines) al año o que fueran responsables de impuestos de 30 chelines en Ciudad del Cabo y de 20 chelines fuera de la ciudad. Los jurados negros (es decir, no blancos) no estaban totalmente excluidos y participaban ocasionalmente, lo que no quiere decir que los jurados no actuaran de forma opresiva contra los negros africanos y asiáticos residentes en El Cabo, cuya participación en las listas de jurados estaba, en cualquier caso, muy limitada por la calificación de la propiedad. La calificación de la propiedad se modificó en 1831 y 1861 y, de forma experimental, entró en funcionamiento un gran jurado.
El gran jurado se estableció sólo para Ciudad del Cabo. Se reunía trimestralmente. En 1842 se registró que servía a un distrito de 50.000 habitantes y en una sesión trimestral hubo seis presentaciones (1 homicidio, 2 asaltos, 1 robo, 1 hurto, 1 fraude).
Como en otros lugares, el juez podía utilizar su cargo ante el gran jurado para llamar la atención del público y del gobierno sobre asuntos que le preocupaban. En mayo de 1879, el Sr. Juez Fitzpatrick, de regreso de su circuito en las partes norte y oeste de la Colonia del Cabo, dio un cargo al gran jurado en las Sesiones Penales en Ciudad del Cabo, en el que, después de felicitarlos por la ligereza del calendario, observó que había indicios en el país de un creciente mal sentimiento mutuo entre las razas, etcétera. Esto se publicó en el Cape Argus y fue objeto de una pregunta al gobierno en la Cámara de los Comunes de Londres.
El gran jurado continuó funcionando hasta 1885, cuando el Cabo ya estaba bajo un gobierno responsable, y fue abolido por la Ley 17 de 1885 del Parlamento del Cabo.

### Francia
Los grandes jurados se crearon en Francia en 1791 con el nombre de jury d'accusation, pero fueron abolidos con la introducción del Código de Instrucción Criminal en 1808.
La ley del jurado de 1791 crea un jurado de acusación de ocho miembros en cada arrondissement (subdivisión del departement) y un jurado de enjuiciamiento de 12 miembros en cada departement. En cada arrondissement, el procureur-syndic (administrador local del distrito y elegido por los ciudadanos para ser nexo entre el poder ejecutivo y las administraciones locales) elabora cada tres meses una lista de 30 jurados a partir del censo electoral para el jurado de acusación. No hay fiscal ni juez de instrucción. En su lugar, la policía o los particulares podían presentar una denuncia ante el juez de paz establecido en cada cantón (una subdivisión del arrondissement). Este magistrado interrogaba al acusado para determinar si existían motivos para procesarle y, en caso afirmativo, remitía el caso al directeur du jury (director del jurado de acusación), que era uno de los jueces del tribunal civil del arrondissement, y que ejercía el cargo durante seis meses de forma rotatoria. Decidía si desestimaba los cargos o, en caso contrario, si se trataba de un délit (falta) o de un crime (delito grave, es decir, susceptible de una pena de prisión de 2 años o más). Los délits iban al tribunel de police correctionnelle (Tribunal de Policía y Tribunal Correccional) del arrondissement, mientras que para los crímenes el directeur de jury convocaba al jurado de acusación del arrondissement, con el fin de obtener una acusación formal. El director del jurado redactaba el acta de acusación (acte d'accusation) en la que se resumían los cargos que debían presentarse al jurado de acusación. El director hacía una presentación al jurado en ausencia del acusado y el jurado escuchaba a los testigos. A continuación, el jurado decidía por mayoría si había motivos suficientes para que el caso pasara al tribunal criminel del departement. Entre 1792 y 1795 no existía la cualificación patrimonial de los jurados.
Las funciones del jurado de acusación se prescribieron en la ley de 1791 aprobada por la Asamblea Constituyente y se mantuvieron y volvieron a promulgar en el Code des Délits et des Peines de 3 Brumaire, Año 4 (25 de octubre de 1795) y esta fue la ley operativa hasta que se abolió en 1808. Los jurados especiales y los grandes jurados especiales se definieron originalmente en la ley, para los casos que se consideraba que requerían jurados más cualificados, pero estos fueron abolidos en el Año 8 (1799).

### Bélgica
De 1795 a 1808, también funcionaron grandes jurados en Bélgica, que se dividió en departamentos franceses en octubre de 1795.

### Japón
Tras la Segunda Guerra Mundial, bajo la influencia de los Aliados, Japón aprobó la Ley de la Comisión de Revisión Fiscal el 12 de julio de 1948, que creó el sistema Kensatsu Shinsakai (o Comisión de Revisión Fiscal (CRF)), una figura análoga al sistema del gran jurado. Sin embargo, hasta 2009 las recomendaciones de la CRF no eran vinculantes, y sólo se consideraban consultivas. Además, una encuesta realizada por la Oficina del Gabinete japonés en octubre de 1990 mostró que el 68,8% de los ciudadanos japoneses encuestados no estaban familiarizados con el sistema de la CRF. El 21 de mayo de 2009, el gobierno japonés introdujo una nueva legislación que haría vinculantes las decisiones de la CRF. Una CRF está formada por 11 ciudadanos elegidos al azar, se nombra para un mandato de seis meses y su objetivo principal es examinar los casos que los fiscales han decidido no seguir enjuiciando, por lo que se ha percibido como una forma de combatir la mala conducta de los funcionarios públicos.
De 1945 a 1972 Okinawa estuvo bajo administración estadounidense. Desde 1963 hasta 1972 se celebraron juicios con gran jurado en el territorio. Por una ordenanza de la administración civil de las islas Ryukyu promulgada en 1963, se garantizó la acusación con gran jurado y el juicio con pequeño jurado para los acusados de delitos penales en los tribunales de la administración civil. Esta ordenanza reflejaba la preocupación del Tribunal Supremo de EE. UU. de que los civiles estadounidenses juzgados por delitos en el extranjero en tribunales de procedencia estadounidense no debían quedar desprovistos de las protecciones de la Declaración de Derechos de EE. UU. De hecho, el Tribunal de Distrito de Washington sostuvo en dos ocasiones que la ausencia del sistema de jurado en los tribunales de la administración civil de Okinawa invalidaba las condenas penales.

### Liberia
Según el artículo 21 de la Constitución de Liberia, "nadie podrá ser acusado de un delito capital o infamante, salvo en los casos de juicio político, los casos que surjan en las Fuerzas Armadas y los delitos menores, a menos que sea acusado por un Gran Jurado". Por ejemplo, el director gerente de la Autoridad Portuaria nacional fue acusado por el Gran Jurado del condado de Monteserrado en julio de 2015, acusado de sabotaje económico, robo de bienes y conspiración criminal.
Los grandes jurados en Liberia datan de la época de la constitución original en 1847.

### Sierra Leona
Bajo la administración de la Sierra Leone Company, que comenzó en 1792, el gobernador y el Consejo o dos de sus miembros, que también eran jueces de paz, celebraban sesiones trimestrales para juzgar los delitos cometidos en la colonia. El proceso de acusación, etc., era el mismo que se seguía en Inglaterra o lo más parecido posible. Para ello, estaban facultados para emitir su orden o precepto al Sheriff, ordenándole que convocara a un gran jurado para que se reuniera en el tribunal de sesiones trimestrales. Los grandes jurados continuaron en funcionamiento después de la transferencia de la colonia a la Corona en 1807.
Al gobernador Kennedy (1852-1854) le preocupaba que los jurados estuvieran frustrando la política del gobierno al ser parciales en ciertos casos; en particular, consideraba que los africanos liberados que formaban parte del gran jurado nunca condenarían a otro africano liberado por cargos de posesión o importación de esclavos. Promulgó la Ordenanza del 29 de noviembre de 1853 que abolía el gran jurado. Inmediatamente surgió la oposición en Freetown. Una reunión pública lanzó una petición con 550 nombres al Secretario Colonial en Londres, y la oposición declaró que la ordenanza de Kennedy era un reproche a la lealtad de la comunidad. Los grandes jurados han sido considerados como un cuerpo colonial representativo de la opinión local y el apoyo del Secretario Colonial a Kennedy manteniendo la abolición inspiró una ronda de agitación por una voz local en la toma de decisiones del gobierno.

### Manuales del gran jurado
- https://en.wikisource.org/wiki/File:Federal_grand_jury_handbook.pdf Manual del Gran Jurado Federal de EE.UU.
- https://nyjuror.gov/pdfs/hb_Grand.pdf Manual del Gran Jurado, Sistema Judicial Unificado del Estado de Nueva York
- https://web.archive.org/web/20051018130158/http://www.courts.state.va.us/gjury/cover.htm Manual para Grandes Jurados de Virginia. Sistema Judicial de Virginia.
- https://en.wikisource.org/wiki/File:Handbook_for_Hennepin_County_Grand_Jurors.pdf Manual del Gran Jurado del Condado de Hennepin (Minnesota)
- https://web.archive.org/web/20090423080627/http://www.state.il.us/court/circuitcourt/jury/grandjuror.asp Manual para Grandes Jurados en Illinois. La Oficina Administrativa de los Tribunales de Illinois.

- Datos: Q1323789